# غوستاف برول
غوستاف برول (بالإنجليزية: Gustav Brühl)‏ هو عالم آثار ومؤلف وكاتب وشاعر أمريكي، ولد في 31 مايو 1826 في هردورف في ألمانيا، وتوفي في 16 أبريل 1903 في سينسيناتي في الولايات المتحدة.